# Anno 1800
Anno 1800 — відеогра жанру містобудівної стратегії в реальному часі, розроблена німецькою компанією Blue Byte та випущена Ubisoft; сьома частина серії відеоігор Anno. Дотримуючись усталеного серією ігрового процесу, сюжет відеогри відбувається між подіями Anno 1701 та Anno 2070 у 19 столітті, в розпал Промислової революції. Натхнений пригодницьким романом «Граф Монте-Крісто», він оповідає історію однієї сім'ї, де після раптової та підозрілої загибелі батька головного героя, його посмертно визнають зрадником Корони, а всю владу та статки узурповує дядько Едвард. Разом із сестрою та друзями головному герою доведеться з'ясувати справжні обставини смерті батька, розбудовуючи власний острів. Відеогра була вперше анонсована 22 серпня 2019 року під час Gamescom, що відбувався у Кельні, Німеччина. Офіційний випуск відеогри відбувся 16 квітня 2019 року для Microsoft Windows, macOS, а також Linux, через сервіси цифрової дистрибуції Uplay та Epic Games Store, власниця якого, компанія Epic Games, стала головним дистриб'ютором відеогри. Anno 1800 отримала в цілому дуже схвальні відгуки від оглядачів та гравців, які відзначили приємну графіку, масштабність та глибину найголовнішими перевагами відеогри.
Згодом було анонсовано та випущено чотири доповнення до Anno 1800: «Sunken Treasure» (укр. Затонулий скарб; 30 липня 2019), яке додало нову карту, систему дослідження кораблетрощ тощо; «Botanica» (укр. Ботаніка; 10 вересня 2019), яке додало можливість будувати ботанічний сад; «The Passage» (укр. Прохід; 10 грудня 2019), яке додало нову арктичну територію для заселення, пару нових типів громадян тощо; та «Місце влади» (англ. Seat of Power; 24 березня), додавши нові урядові споруди, накази та закони. Також заплановано вихід 2020 року ще «Яскравий урожай» (англ. Bright Harvest) та «Земля левів» (англ. Land of Lions). Перше має розширити вплив технологій на розвиток поселень, а друге — додасть пустельні острови та відповідні ресурси.

## Опис
Події відеогри відбуваються наприкінці 19 сторіччя у розпал Промислової революції. Як розповідають розробники, під час розроблення основної кампанії відеогри команда надихалася відомим пригодницьким романом «Граф Монте-Крісто», написаний Александром Дюма та виданий 1844 року. За сюжетом відеогри головний герой повертається до Старого світу після звістки про загибель батька, де дізнається, що всю владу та спадок узурпував рідний дядько на ім'я Едвард, а батька, як нащадка знатної британської родини, оголосили зрадником Корони. Головний герой об'єднується з власною сестрою Ганною (англ. Hannah), а також своїм товаришем Аргентом (англ. Aarhant). Разом вони тікають з колись власного острова, купуючи новий. Розбудовуючи та розвиваючи острів, мимоволі вони розслідують підозрілу смерть батька, вважаючи саме Едварда тією людиною, яка його підставила. Тим часом Едвард попіклувався над тим, щоб зіпсувати у Старому світі репутацію головного героя, якого й сам часто називає сином зрадника.

## Ігровий процес
За жанром Anno 1800 є поєднанням містобудівного симулятора, стратегії в реальному часі та економічного симулятора. Відеогра підтримує як однокористувацьку кампанію та пісочницю, так і багатокористувацький режим.
Події відеогри проходять одночасно на кількох мапах. На початку всі фракції, незалежно від того, чи вони під керівництвом гравця/гравчині, чи штучного інтелекту, отримують свій початковий острів на головній мапі «Старого світу», розмір та особливості якого визначаються залежно від рівня складності гри. Метою фракції слугує повне домінування у всіх сферах розвитку: від економіки й до військово-морських сил. Розвиток фракції залежить від двох чинників, росту населення та задоволення потреб населення. В Anno 1800 населення ділиться на соціальні верстви, кожна з яких має власні потреби. Фермери, наприклад, які є найнижчою верствою, потребують одягу та риби для звичайного проживання. Одяг та риба є головними товарами, яких потребують фермери, проте, щоб зробити їх щасливішими, необхідно налагодити ланцюг виробництва шнапсу: розмітити поля картоплі, що постачатимуть сировину до споруди, яка перероблятиме її в потрібний продукт. Кінцевим ланцюгом такого виробництва слугує паб, який поширюватиме шнапс серед населення, проте в обмеженому радіусі. Чим краще постачатимуться головні товари та чим краще задовільнятимуться потреби громадян фракції, тим більше людей мешкатиме в одному житловому будинку. Коли досягається поріг максимальної кількості мешканців у будинку, його можливо поліпшити для розміщення вищої верстви громадян. Чим більше буде відповідних поліпшень, тим швидше розблоковуватимуться просунутіші споруди та відбуватиметься розвиток фракції.

## Розроблення
Відеогра була розроблена німецькою студією Blue Byte та випущена її холдинговою компанією Ubisoft. Офіційне анонсування нової частини серії Anno 1800 відбулося 22 серпня під час Gamescom 2017. Тоді ж стало відомо, що події проєкту обертатимуться у часи Промислової революції, а відеогра матиме як сюжетну кампанію, так і багатокористувацький режим, а також режим пісочниці. Анонсування супроводжувалося випуском першого трейлеру відеогри, де датою виходу відеогри зазначалася зима 2018-го. Окрім особливостей нової частини, розробники також представили Anno Union — платформу, де гравці могли повідомляти про помилки та недоліки Anno 1800, а також брати участь у голосуваннях щодо додання тієї чи іншої новинки.

### Поширення
Anno 1800 доступна в Uplay, а також в Epic Games Store, про співпрацю з яким Ubisoft повідомила наприкінці березня 2019-го. Певний час відеогра була доступною для передзамовлень у Steam, проте через зміну дистриб'ютора її зняли з продажів після офіційного випуску 16 квітня 2019 року, наголосивши, що всі, хто придбав відеогру через Steam матимуть ті ж оновлення, вміст і можливості.

## Доповнення
Перша інформація про запланований вихід трьох доповнень стала відомою з доданням можливості придбати сезонний абонемент у квітні 2019 року, де розробники вказали, на що зосереджуватиметься кожне з них, проте не зазначили дату їхнього виходу.
Першим випущеним доповненням Blue Byte стало розширення під назвою «Sunken Treasure» (укр. Затонулий скарб), що вийшло 30 липня 2019 та додало нову карту, додаткову сюжетну лінію, з сотню речей та систему дослідження кораблегинів. 10 вересня 2019 було випущено Botanica (укр. Ботаніка), друге доповнення, що додало до відеогри можливість побудови ботанічного саду. Останнє доповнення 2019-го вийшло 10 грудня під назвою «The Passage» (укр. Прохід), додавши нову арктичну карту разом із новими соціальними класами, ресурсами, спорудами тощо.
| Назва           | Назва           | Дата виходу     | Опис |
| Офіційна        | Українською     | Дата виходу     | Опис |
| --------------- | --------------- | --------------- | --- |
| Sunken Treasure | Затонулий скарб | 30 липня 2019   | Перше платне доповнення, яке представляє гравцю нову шестигодинну сюжетну лінію з десятками нових квестів, котрі відкриваються як тільки гравець досягне показника в 700 ремісників. Також, було додано нову карту для проходження. Тепер гравець може колонізувати не лише острови Старого та Нового світів, а також і Миса Трелані. Основний острів гравця в новій частині світу — переважно рівнинний, втричі більший за найбільший острів усієї Anno 1800, засипаний родючою землею й багатий на корисні копалини та ресурси. За словами Blue Byte, острів розроблено так, щоб забезпечити місце в грі, схоже на пісочницю, де б гравці могли, не обмежуючи себе малими розмірами островів та недостатніми ресурсами, більше експериментувати. Це було одним із головних бажань спільноти гравців. З доповненням, було додано й нового неігрового персонажа — Старого Нейта, відлюдника та винахідника, пов'язаного із новою, та головною ідеєю доповнення, системою дослідження кораблегинів. |
| Botanica        | Ботаніка        | 10 вересня 2019 | Друге платне доповнення до відеогри, що додає можливість побудувати ботанічний сад, який підвищуватиме привабливість міста для туристів та його мешканців. За будовою та ігровим процесом сад наближений до вже доданого зоопарку: може містити двадцять один модуль та п'ятдесят дев'ять рослин, якими можна наповнити ботанічний сад. Ботанічний сад можливо розширити музичним павільйоном, де група музикантів гратиме п'ять тематичних мелодій з попередніх частин серії Anno. Також доповнення урізноманітнює можливість оздоблення міста, додавши одинадцять нових прикрас: скверів, квітників тощо. Випуск доповнення супроводжувався виходом оновлення відеогри, де було додано зміну дня та ночі. |
| The Passage     | Прохід          | 10 грудня 2019  | Третє платне доповнення до відеогри, що додало Арктику як можливу територію для колонізації. Назва «Прохід» є відсиланням до Північно-Західного проходу (англ. Northwest Passage), що з'єднує Атлантичний океан із Тихим уздовж північного берега Північної Америки. З новою картою Арктики додано дві ланки громадян (дослідників та техніків), сім нових виробничих ланцюгів, тридцять дві будівлі, шістдесят квестів та вісімдесят предметів. Крім того, представлено систему опалення осель мешканців колонії, наближену до подібної системи в Anno 2205. Однією з головних особливостей доповнення стало додання до відеогри можливості створення власних повітряних сил з дирижаблів, які швидше за кораблі переміщуються картою та можуть містити до чотирьох вільних слотів для перевезення. Разом із платним вмістом, розробники також випустили безкоштовне оновлення, яке додало кооперативний режим, що підтримує до 16 гравців у чотирьох фракціях одночасно, та статистику, що надає гравцям детальніший погляд на показники виробництва та споживання товарів на всіх власних островах. |

На початку березня 2020 року Ubisoft оприлюднила інформацію про сезонну перепустку (англ. Season Pass) на 2020 рік. Як стало відомо, розробники планують випустити три доповнення: «Місце влади» (англ. Seat of Power), «Яскравий урожай» (англ. Bright Harvest) та «Земля левів» (англ. Land of Lions).
Перше з трьох доповнень націлених на 2020-й вийшло 24 березня. Воно додало нові урядові установи та палаци, що розширило можливості у регулюванні політичного життя островів, дозволивши видавати накази.
| Назва          | Назва           | Дата виходу     | Опис |
| Офіційна       | Українською     | Дата виходу     | Опис |
| -------------- | --------------- | --------------- | --- |
| Seat of Power  | Місце влади     | 24 березня 2020 | Четверте платне доповнення, що додає різноманітні урядові установи та палаци. Побудувавши які, гравець отримуватиме можливість видавати накази чи закони. |
| Bright Harvest | Яскравий урожай | 2 червня 2020   | Технології та нова система механізованого фермерства. |
| Land of Lions  | Земля левів     | 22 жовтня 2020  | Дозволить гравцеві подорожувати та колонізувати південні пустельні острови, разом із доданням системи іригації.                                           |

19 листопада 2020 з'явилася інформація про третю сезонну перепустку на 2021 рік. 8 лютого 2021 року стало відомо, що вона також складатиметься з трьох доповнень: «Доки» (англ. Docklands), «Туристичний сезон» (англ. Tourist Season) та «Світське життя» (англ. The High Life).

## Сприйняття
Відеогра отримала дуже схвальні відгуки від оглядачів і гравців. Так, на вебсайті-агрегаторі Metacritic відеогра отримала середню оцінку 81 бал зі 100 можливих від оглядачів на основі 49 оглядів та 7,9 з 10 від пересічних гравців на основі близько трьох сотень дописів. На вебсайті-агрегаторі OpenCritic відеогра також отримала 81 бал зі 100 можливих від оглядачів і також на основі 49 оглядів, з яких 96 % радять відеогру до придбання.

### Продажі
Як заявила Ubisoft, Anno 1800 стала найпродаванішою відеогрою з усіх частин серії Anno за перший тиждень: продажі склали в чотири рази більше за останню Anno 2205, що вийшла 2015-го.

### Нагороди
| Рік  | Нагорода                     | Номінація                            | Номінація                             | Результат | Дж     |
| Рік  | Нагорода                     | Офіційно                             | Українською                           | Результат | Дж     |
| ---- | ---------------------------- | ------------------------------------ | ------------------------------------- | --------- | ------ |
| 2018 | Gamescom                     | Best Simulation Game                 | Найкраща симуляційна відеогра         | Номінація | [ 25 ] |
| 2018 | Gamescom                     | Best Strategy Game                   | Найкраща стратегічна відеогра         | Номінація | [ 25 ] |
| 2018 | Gamescom                     | Best PC Game                         | Найкраща відеогра для комп'ютерів     | Перемога  | [ 25 ] |
| 2019 | 2019 Golden Joystick Awards  | PC Game of the Year                  | Відеогра року для комп'ютерів         | Номінація | [ 26 ] |
| 2019 | The Game Awards 2019         | Best Strategy Game                   | Найкраща стратегічна відеогра         | Номінація | [ 27 ] |
| 2020 | 23rd Annual D.I.C.E. Awards  | Strategy/Simulation Game of the Year | Стратегічна/Симуляційна відеогра року | Номінація | [ 28 ] |
| 2020 | Deutscher Computerspielpreis | Best German Game                     | Найкраща німецька гра                 | Перемога  | [ 29 ] |